# EP (musikalbum)
EP är en EP som den färöiska gruppen Clickhaze med bland annat Eivør Pálsdóttir och Høgni Lisberg släppte år 2002 på skivbolaget Tutl. Året efter albumet släpptes splittrades gruppen.

## Låtlista
All musik är skriven gemensamt av gruppmedlemmarna om inte annat anges
1. Daylight (text: Petur Pólson)
2. Skirvin Flá (text: Petur Pólson)
3. Sorrig og Glæde (på gøtudanskt, text: Thomas Kingo)
4. Frozen Lullaby (text: Jens T. Thomsen)
5. Notes From the Underground (text: Petur Pólson)
6. Indigo Brow (text: Petur Pólson)
7. (Hidden Track - Naar jeg betænker den Tid) (traditionell kyrkovisa på gøtudanskt)